# Hermonia erinaceus
Hermonia erinaceus är en ringmaskart som beskrevs av Jean Louis Armand de Quatrefages de Bréau 1866. Hermonia erinaceus ingår i släktet Hermonia och familjen Aphroditidae. Inga underarter finns listade i Catalogue of Life.